# Radoje Domanović
Radoje Domanović (16. februar 1873 – 17. august 1908) var en serbisk forfatter, journalist og lærer, mest berømt for sine satiriske korthistorier.

## Biografi
Radoje Domanović blev født i landsbyen Ovsište i det centrale Serbien, søn af den lokale lærer og entreprenør Miloš Domanović og Persida Cukić, efterkommer af Pavle Cukić, en af militærkommandørerne under et Første og Andet Serbiske Oprør. Under sin barndom boede han i landsbyen Gornje Jarušice i nærheden af Kragujevac, hvor han gik i skole. He dimitterede fra skolen i Kragujevac, og Fakultetet for Filosofi hos Beograd Universitet, hvor han studerede serbisk sprog og historie.
I 1895 fik Domanović sin første stilling, en lærerstilling i Pirot i det sydlige Serbien, en region der først for nylig var blevet frigjort fra det Osmanniske Rige. I Pirot møde han Jaša Prodanović (1867–1948), en lærer og aktivist der bidrog til at forme hans politiske holdninger. Han mødte også sin fremtidige kone Natalija Raketić (1875–1939) her, en fattig skolelærer fra Sremski Karlovci, som ville støtte ham gennem hans korte og turbulente liv, og som han fik tre børn med.
Efter han sluttede sig til oppositionen hos Folkets Radikale Parti, kom han i konflikt med Obrenović-regimet, og han blev overført til Vranje i slutningen af 1895, og derefter i 1896 overført igen til Leskovac. Domanovićs forfatterskab begyndte også under hans tid som lærer og han udgav sin første realistiske korthistorie i 1895. Efter hans første offentlige optræden mod regeringen i 1898 blev både ham og hans kone afskediget fra den offentlige tjeneste og Domanović flyttede med sin familie til Beograd.
I Beograd begyndte han at arbejde med andre forfattere i “Zvezda” (Stjerne), en ugentlig avis, samt den politiske avis “Odjek” (Ekko) fra oppositionen. Her begyndte han at skrive og udgive sine første satiriske historie, såsom “Dæmon” og “Afskaffelsen af Lidenskaben”. Radojes berømmelse steg med udgivelsen af hans mest berømte historier “Leder” (1901) og “Stradija” (1902), hvor han åbent angreb og udpenslede hykleriet og fejlslutningerne i regimet.
Efter statskuppet, der afsluttede Aleksandar Obrenovićs regime i 1903, da hans popularitet nåede sit højdepunkt, modtog Domanović en stilling som skribent in Uddannelsesministeriet og den nye regering lod ham rejse til Tyskland for at få et års specialisering, som han brugte i München. Da han tog tilbage til Serbien, var Radoje skuffet over manglen på ægte forandringer i samfundet. Han begyndte sin egen ugentlige politiske journal, “Stradija”, hvor han fortsatte med at kritisere svaghederne ved det nye demokrati, men hans forfatterskab havde ikke længere den samme styrke og inspiration som tidligere.
Radoje Domanović døde en halv time efter midnat d. 17. August 1908, 35 år gammel, efter en lang kamp med kronisk lungebetændelse og tuberkulose. Han blev begravet på Beograds nye kirkegård. Hans arbejder der endnu ikke var udgivet blev tabt under 1. verdenskrig.

## Litterært arbejde
Nogle af de mest berømte værker fra Radoje Domanović inkluderer:
- Afskaffelsen af Lidenskaben, 1898
- Brændemærket, 1898
- Det døde hav, 1902
- Dæmon, 1898
- En almindelig serbisk okses ræsonnement, 1902
- Et moderne oprør, 1902
- Kraljević Marko blandt serberne for anden gang, 1901
- Leder, 1901
- Stradija, 1902

De historier Brændemærket, En almindelig serbisk okses ræsonnement, og Leder blev oversat til Dansk af Julie Eriksen for “Radoje Domanović” Project.

## Eksterne henvisning
De samlede værker af Radoje Domanović